# Almadrones
Almadrones è un comune spagnolo di 59 abitanti situato nella comunità autonoma di Castiglia-La Mancia.